# Konírna

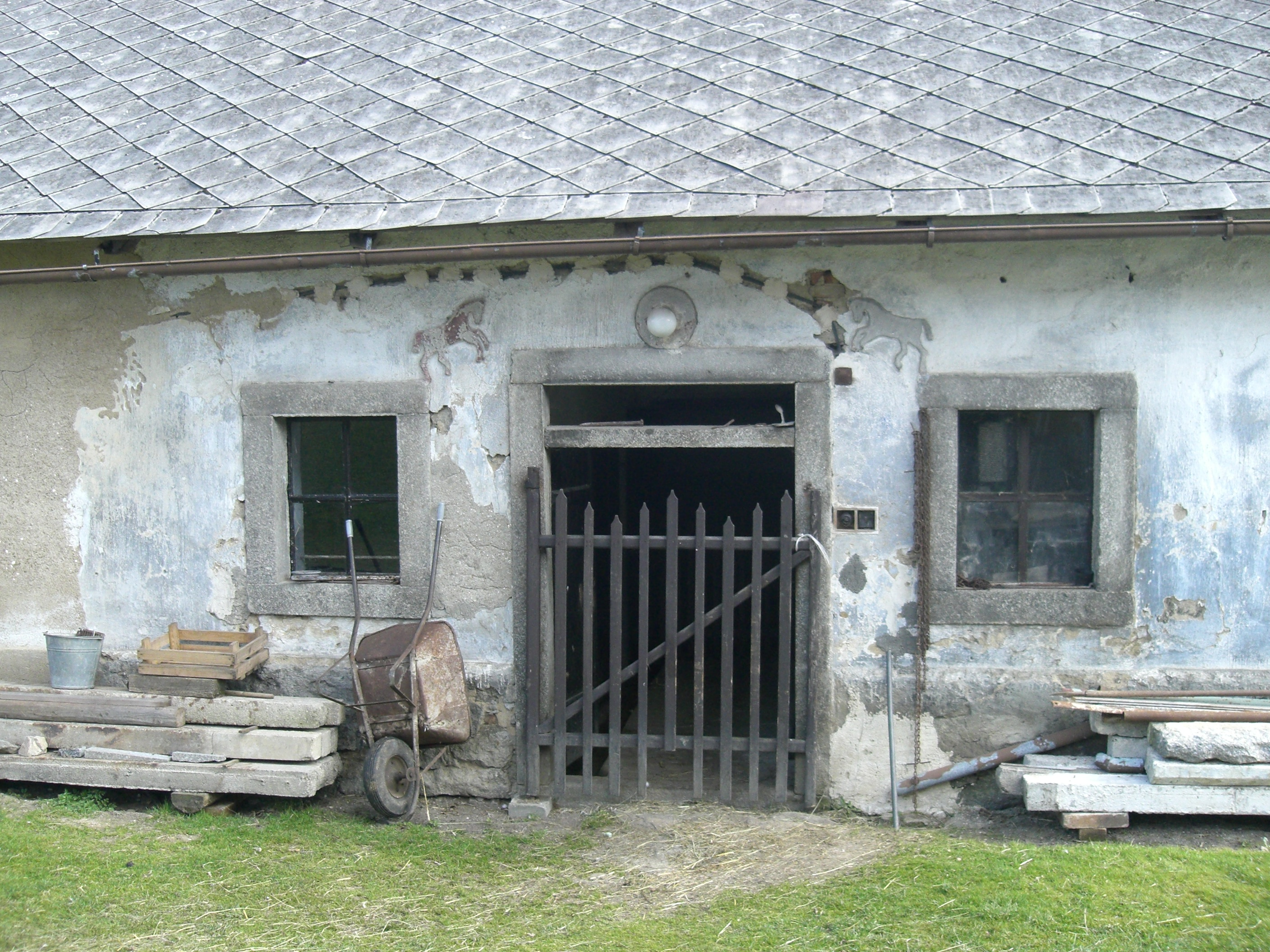
Maštal venkovského stavení v Hrazanech.

Konírna je místo pro ustájení koní. Starší výraz maštal (ještě dříve marštal, obojí z německého Marstall) označoval zpravidla menší stavbu, součást venkovské usedlosti. Většinou býval v patře seník. Císařská konírna je součást Prařského hradu, slouží Národní galerii.